# Franziskanerkloster Saalfeld (Ostpreußen)
Das Franziskanerkloster Saalfeld (Ostpreußen) war eine Niederlassung der Franziskaner-Observanten in der Stadt Saalfeld im Deutschordensstaat. Sie wurde im Jahre 1480 gegründet und spätestens im Jahre 1527 wieder aufgehoben.

## Geschichte
Das Kloster wurde von dem Ordensmarschall Niklas von Gebsattel am 22. Februar 1480 gestiftet. Er übergab in Rücksprache mit Bürgermeister und Rat der Stadt Saalfeld den Vätern und Brüdern der Observanz des Barfüßerordens von der Kustodie Livland, die zur Sächsischen Franziskanerprovinz gehörte, ein Baugrundstück und legte am selben Tag den Grundstein zu der Klosterkirche.
Über die Aufhebung des Klosters berichtet Simon Grunau, der Pfarrer von Saalfeld habe im Jahre 1524 geheiratet und die Hochzeit im Kloster gefeiert. Die Speisen der Hochzeitsfeier seien auf Heiligenbildern angerichtet gewesen und der Pfarrer sei mit seiner Ehefrau ins Klostergebäude eingezogen. Die Franziskaner seien mit Genehmigung des Kommandanten von Saalfeld, einem Bruder des Bischofs Erhard von Queis, vertrieben worden. Ernst Deegen  bestreitet den Wahrheitsgehalt dieses Berichts.
Die Aufhebung des Klosters erfolgte 1524 oder spätestens im Jahre 1527, als der Bischof Erhard von Queis in seinem Bistum Pomesanien die Reformation einführte.

## Klostergebäude
Das Baugrundstück lag an der nördlichen Stadtmauer. Es schloss den Baderturm und den Bottelturm der Stadtmauer mit ein und wurde im Westen von der Baderstraße und im Süden von der Schuhstraße (später Klosterstraße) begrenzt.
Das Kloster bestand aus folgenden Gebäuden: Der Klosterkirche St. Leonhardi, der Klausur und dem Kreuzgang, ferner aus dem Brauhaus, dem Siechenhaus und dem Gasthaus. Einer der beiden Türme der Stadtmauer diente als Bibliothek (Liberei), der andere als Kornspeicher.
In der Klausur befanden sich die Wohnung des Guardians, die Zellen der Brüder, das Refektorium, die Küche, die Speisekammer und die Kellerräume. Um die Klausur herum lag ein Baumgarten.
Nach der Auflösung des Klosters wurden dessen Gebäude dem Pomesanischen Konsistorium übergeben. Nach dessen Auflösung wiederum (1751) zog das Justizkollegium Saalfeld ein. Damals wurde das Hauptgebäude als einstöckig und 74 Fuß lang und 35 Fuß breit beschrieben. Das Grundstück diente bis 1945 der Justizverwaltung. Das Amtsgericht wurde im Jahre 1901 neu errichtet und wurde 1945 völlig zerstört. In der Nachkriegszeit wurde das Grundstück eingeebnet und in den 1970er Jahren mit drei Mehrfamilienhäusern (Plattenbauten) bebaut.